# Ron Grainer
Ronald Erle “Ron” Grainer (11 de agosto de 1922 - 21 de febrero de 1981) fue un compositor australiano que desarrolló la mayor parte de su carrera en el Reino Unido. Es principalmente recordado por su música para cine y televisión.

## Biografía
Grainer nació en Atherton, Queensland, Australia. Asistió al St. Joseph's Nudgee College en Brisbane's Northside, y después estudió música con Sir Eugene Aynsley Goossens en el Conservatorio Música de Nueva Gales del Sur, pero sus estudios se interumpieron por la Segunda Guerra Mundial. Se enlistó en el ejército australiano y fue herido, estando a punto de perder una pierna.
Tras mudarse a Gran Bretaña en los años cincuenta, Grainer colaboró con el BBC Radiophonic Workshop en multitud de sintonías de series de televisión, incluyendo Giants of Steam (un documental sobre vías de tren) y en 1963 la sintonía de la serie de ciencia ficción Doctor Who. Grainer quedó tan impresionado por los arreglos electrónicos de Delia Derbyshire (que con cambios menores se conservaron en la serie durante 18 años) que hay constancia de que dijo tras escucharlo, "¿De verdad he escrito yo eso?" a lo que Derbyshire respondió "bueno, ¡casi todo!" Le ofreció acreditarla como coautora, pero la política burocrática de la BBC no se lo permitió. Grainer también compuso música para varias producciones de ITC como The Prisoner.
Entre sus trabajos cinematográficos más eclécticos está la música de The Omega Man, basada en el libro Soy leyenda de Richard Matheson, protagonizada por Charlton Heston. Contiene una mezcla de sinfónica, jazz, avant garde y música electrónica. Se ha señalado que la música del tema principal y la música de fondo tenían bastantes semejanzas a otro de sus trabajos The Prisoner. Uno de sus últimos trabajos fue para la serie Tales of the Unexpected.
Granier se casó dos veces, primero con Margot y después con Jennifer, que le dio un hijo, Damian. Se divorció de ella en 1976. Grainer murió de cáncer de médula, en Cuckfield, Sussex, Inglaterra, a los 58 años. Su segunda mujer estuvo a su lado.

## Trabajos notables para televisión
- Danger Man
- Doctor Who
- Maigret
- Steptoe and Son
- Tales of the Unexpected
- The Prisoner
- Shelley
- That Was The Week That Was
- Paul Temple
- Man in a Suitcase (también usada en TFI Friday)

## Trabajos notables para cine
- A Kind of Loving (1962)
- The Mouse on the Moon (1963)
- The Home Made Car (1963)
- Night Must Fall (1964)
- To Sir, with love (1967)
- Only When I Larf (1968)
- The Assassination Bureau (1969)
- Hoffman (1970)
- The Omega Man (1971)
- Mutiny on the Buses (1972)
- I Don't Want to Be Born (1975)
- One Away (1976)

## Stage credits
- 1964 — Robert and Elizabeth
- 1966 — On the Level
- 1970 — Sing A Rude Song